# Maria Sand (Herbolzheim)
Maria Sand oder Maria im Sand ist eine römisch-katholische Wallfahrtskirche in Herbolzheim im Breisgau. Sie gehört zur Seelsorgeeinheit Herbolzheim-Rheinhausen des Erzbistums Freiburg.

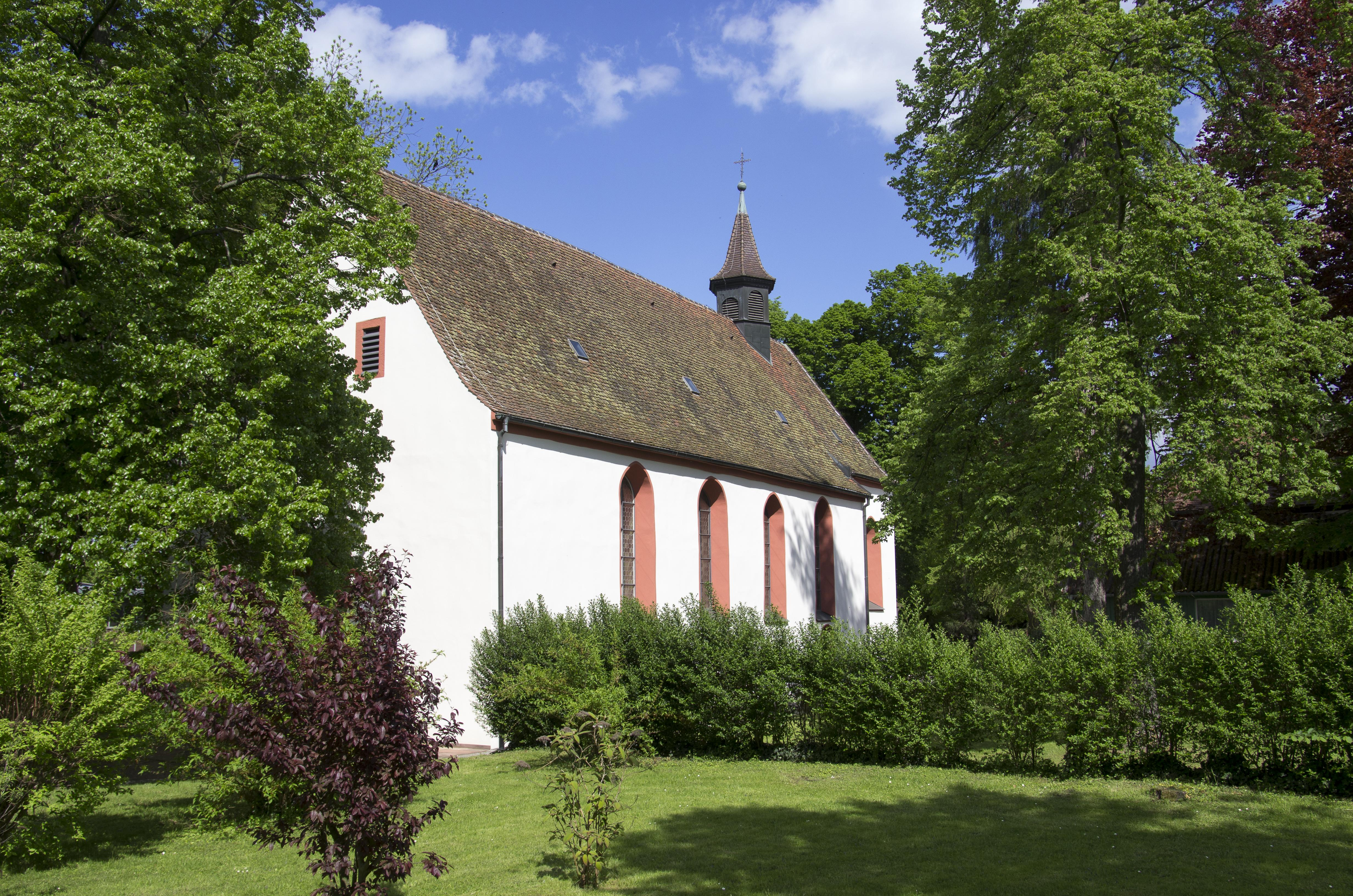
Maria Sand

## Geschichte
Eine Legende berichtet, man habe 1556 im damaligen Dorf Tutschfelden, heute Herbolzheimer Stadtteil, nachdem es 1535 evangelisch-lutherisch geworden war, eine Marienstatue dem Bleichbach übergeben. Der habe die Statue in den damaligen Flecken Herbolzheim transportiert, der katholisch geblieben war, und dort im Ufersand angelandet. Am Fundort habe man eine erste Kapelle errichtet. 1629 wurde für sie eine Jahrzeit gestiftet.
Archäologische Untersuchungen wiesen 1977/78 Reste von zwei viel kleineren Vorgängerbauten mit Brand- und Überschwemmungsspuren nach. Chor und der östliche Teil des Schiffs der heutigen Kirche wurden in der zweiten Hälfte des 17. Jahrhunderts („um 1680“) errichtet, waren jedenfalls 1692 fertiggestellt. Dazu wurde ein Küsterhaus gebaut. 1747 ließ Pfarrer Anton Machleid († 1755) das Schiff nach Westen verlängern und östlich an den Chor eine Sakristei setzen. Unter Machleid entstand ab 1752 auch der Neubau der Herbolzheimer Pfarrkirche St. Alexius. Die Gläubigen besuchten während der Bauzeit Gottesdienste in Maria Sand.
Der österreichische Josephinismus und ab 1805 der Übergang an das evangelische Großherzogtum Baden bedrohten die Kirche. Sie überlebte aber und wurde durch das 1821 entstandene Erzbistum Freiburg gefördert. 1918 wurde nach einer Ruhrepidemie eine Lourdesgrotte hinzugefügt. Restaurierungen erfolgten 1921 und 1981.

## Gebäude
Wenige Meter östlich des Bleichbachs stehen zwischen Bäumen das Küsterhaus, die Lourdesgrotte und die Kirche, ein Saal mit jederseits vier Rundbogenfenstern, eingezogenem polygonal geschlossenem Chor und kleinem Dachreiter.

## Ausstattung

Deckengemälde im Schiff
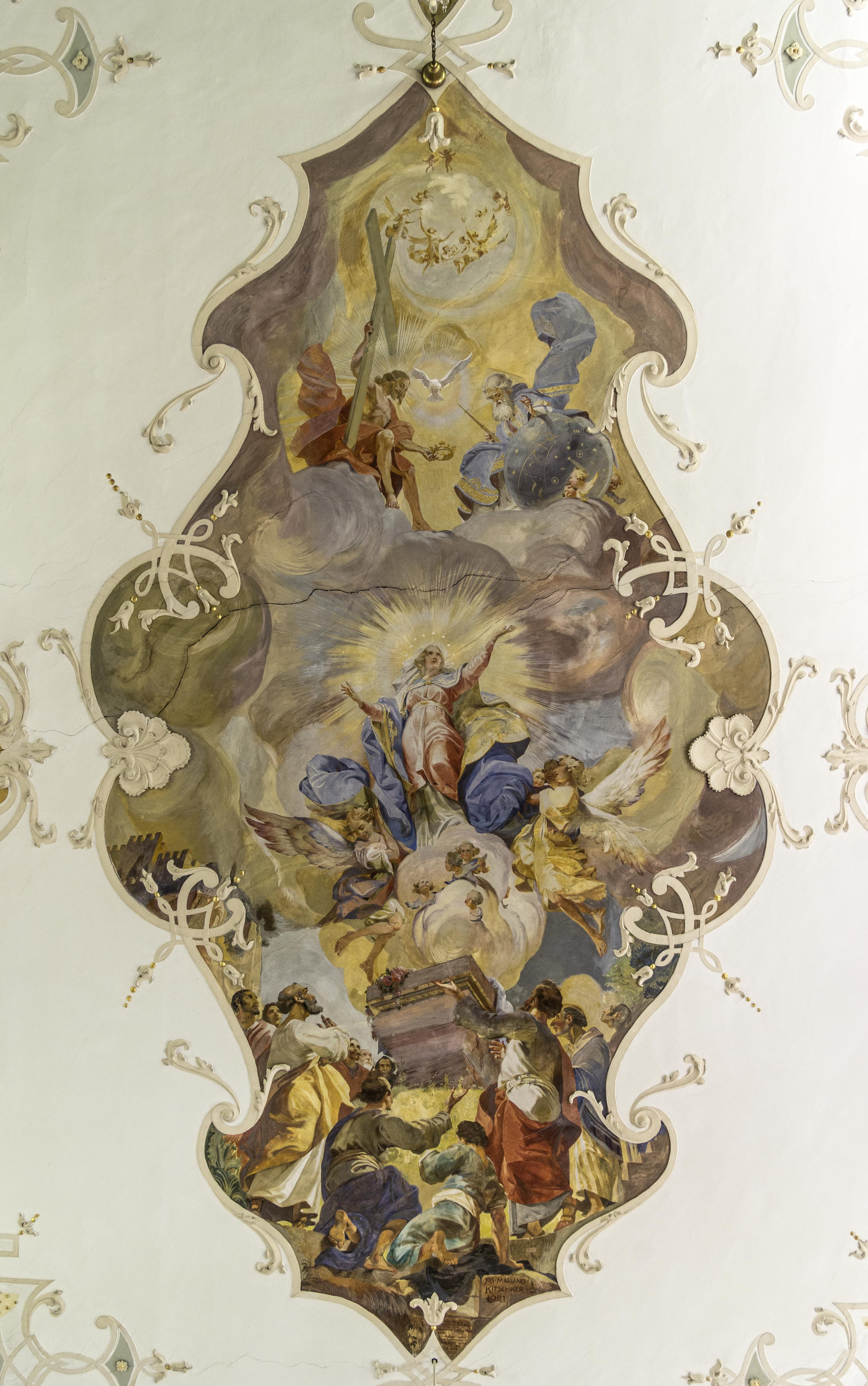
Mariä Aufnahme in den Himmel
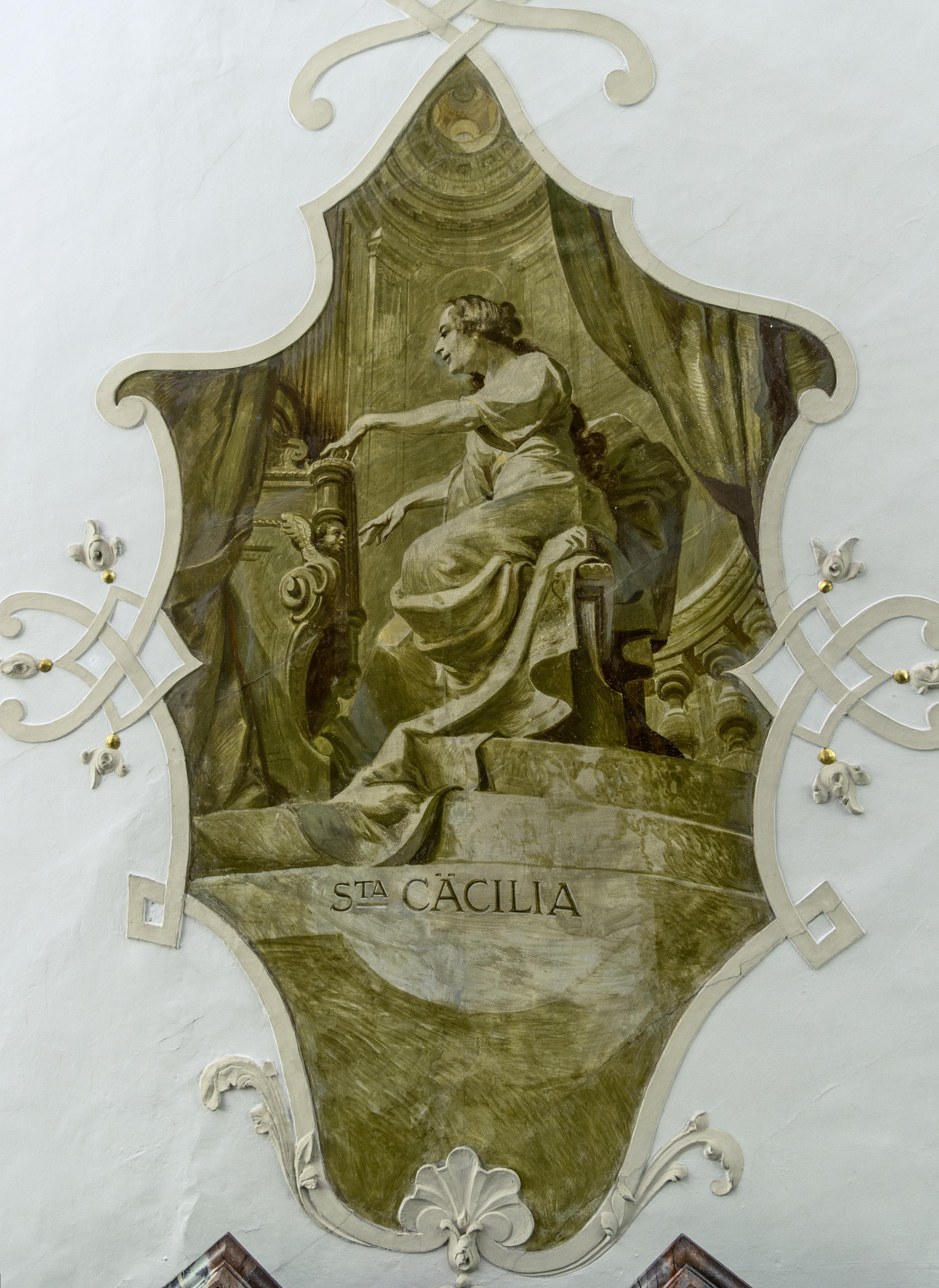
Cäcilia
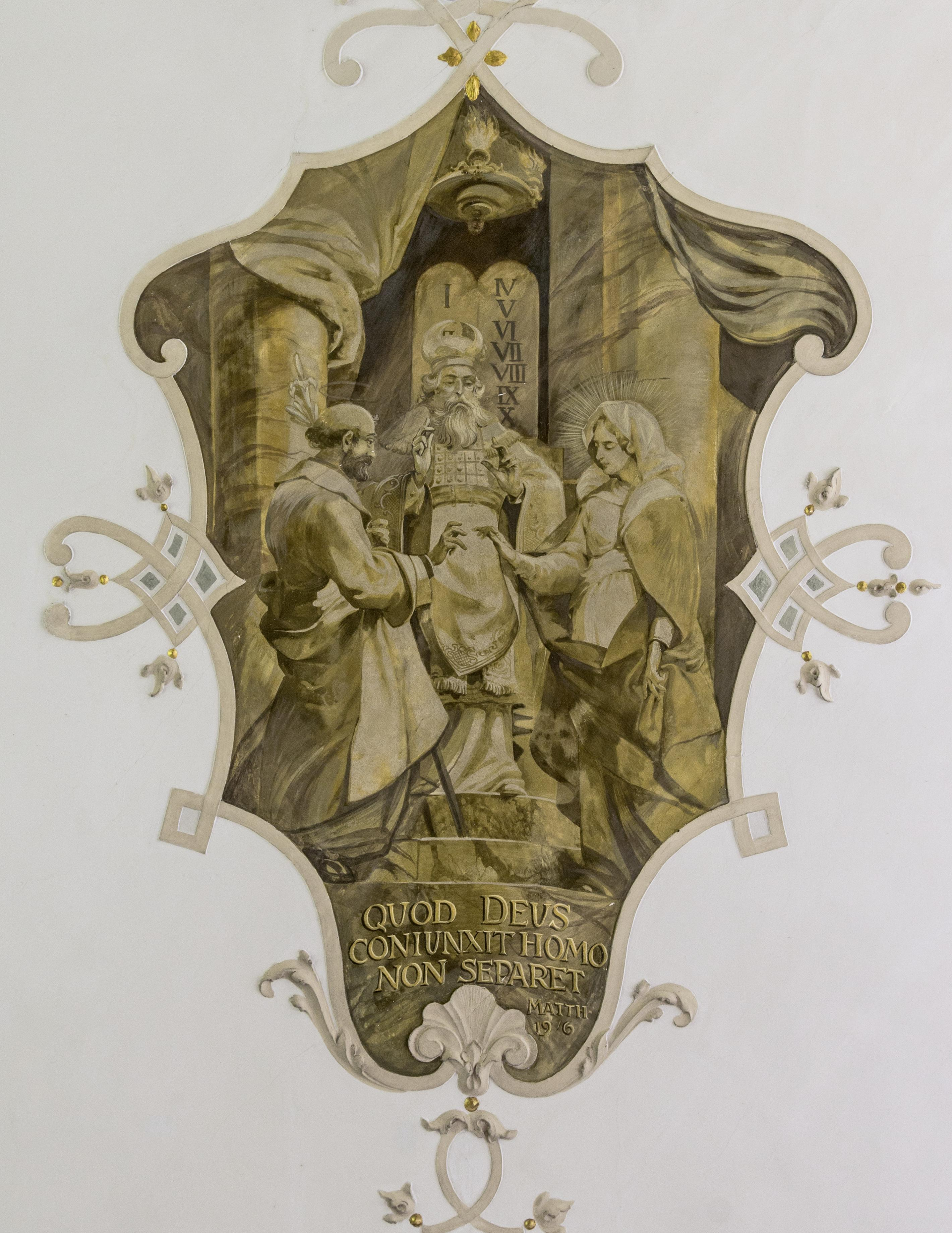
Vermählung von Maria und Josef
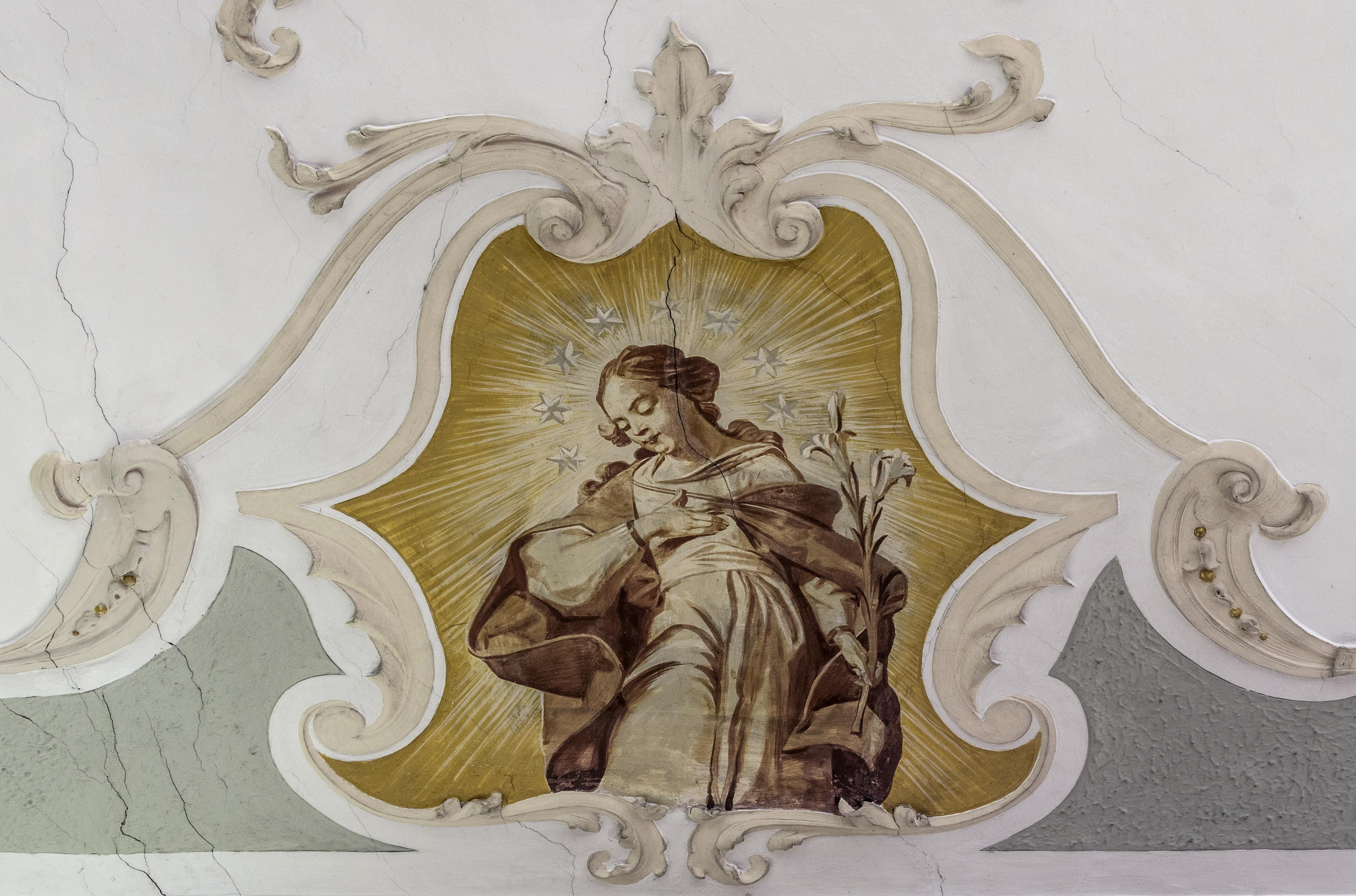
Maria als unbefleckt Empfangene
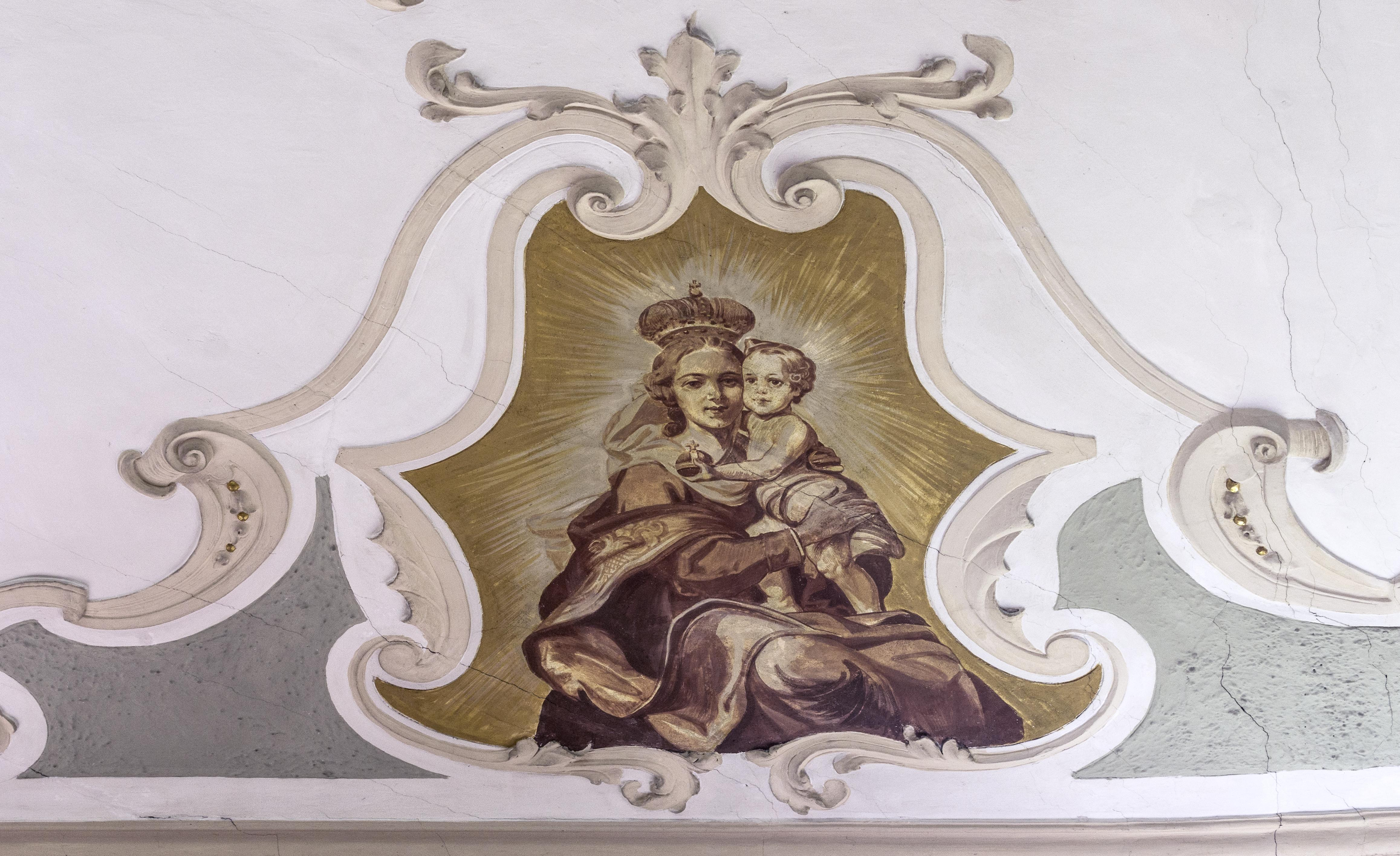
Maria als Königin

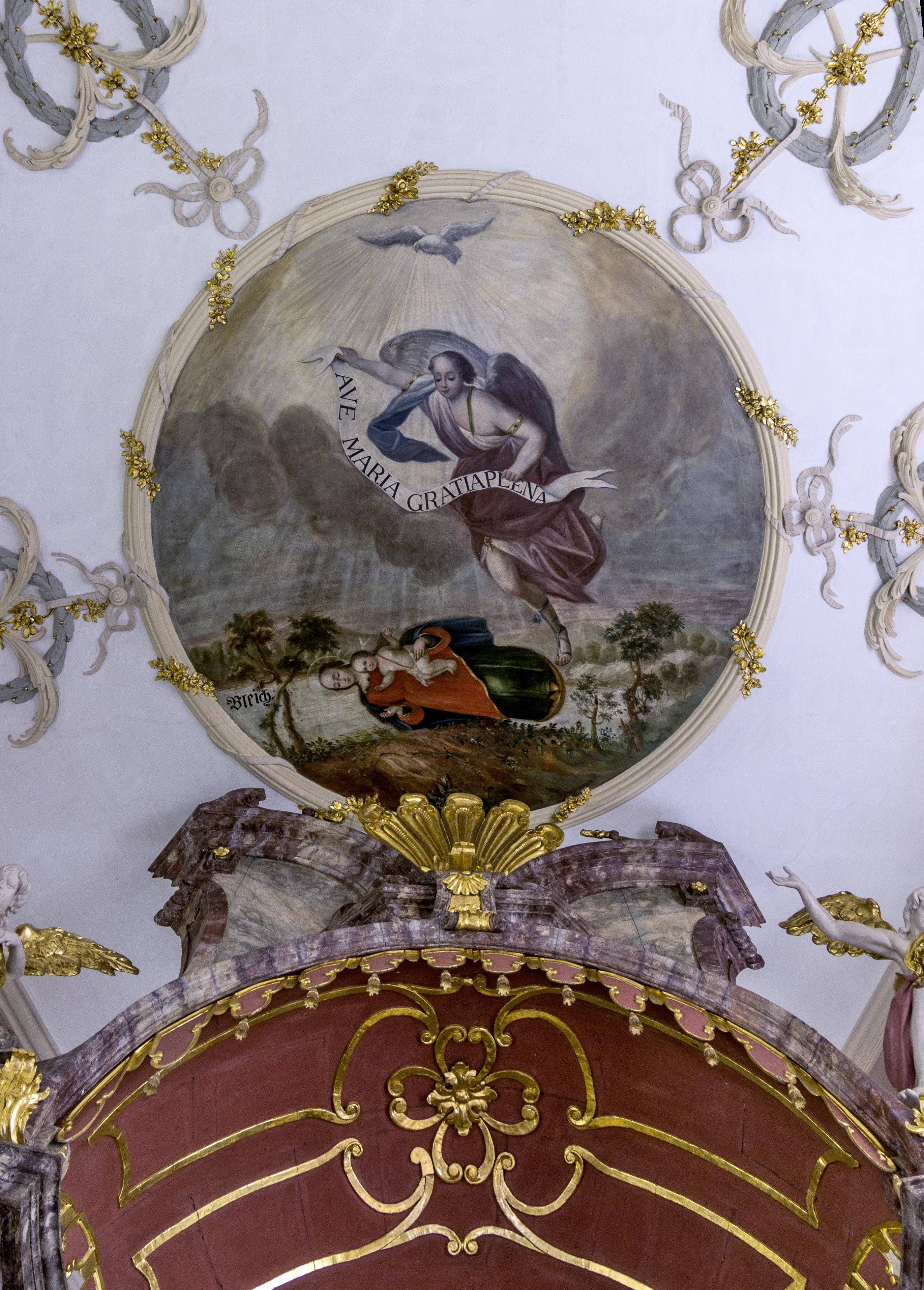
Deckengemälde im Chor: Gründungslegende

Bei der Restaurierung 1981 beließ man die Stuckdecke von 1921, die eine ältere Holzdecke verbirgt. Das Hauptgemälde, Mariä Aufnahme in den Himmel von Josef Mariano Kitschker (1879–1929), „eine hervorragende Leistung des Neubarock“, wird umgeben von vier Grisaillen desselben Malers, nämlich im Westen die heilige Cäcilia von Rom an ihrer Orgel, im Osten die Vermählung von Maria und Josef von Nazaret vor dem Hohepriester, beschriftet „QUOD DEUS CONIUNXIT HOMO NON SEPARET – Was aber Gott verbunden hat, das darf der Mensch nicht trennen“ (Mt 19,6 ), im Norden Maria als unbefleckt Empfangene mit einer Lilie in der Hand und einem Sternenkranz über ihrem Kopf, im Süden die gekrönte Maria mit ihrem Kind, das eine Weltkugel trägt.
Älter ist das Deckenbild im Chor. Zwischen frühklassizistischem Stuck zeigt es die Gründungslegende: Ein Engel grüßt mit „AVE MARIA GRATIA PLENA – Gegrüßet seist du, Maria, gnadenvolle“ die Madonnenskulptur, die im Bleichbach (der Name „Bleich“ ist ins Wasser geschrieben) schwimmt. Hermann Ginter hat das Bild dem Freiburger Maler Johann Pfunner zugeschrieben.
Der Hochaltar rahmt prunkvoll das Gnadenbild, in der 2. Hälfte des 15. Jahrhunderts aus Ton geformt, Maria mit Kind auf einer Mondsichel, von der Sonne umstrahlt, von Sternen umkränzt (Offb 12,1 ), von goldenen Wolken umringt und von Engelsköpfchen umspielt. Ginter meint, „mit der sehr würdevollen Haltung und mit dem, großen, schweren Fluß seiner Gewandfalten“ komme dem Gnadenbild in der spätgotischen Plastik am Oberrhein ein guter Platz zu. Die barocken Figuren werden Johann Michael Winterhalder zugeschrieben, dessen Arbeit für St. Alexius gesichert ist. In Maria Sand flankieren das Gnadenbild von links nach rechts die heiligen Rochus von Montpellier in Pilgertracht, Karl Borromäus als Kardinal, Johannes Nepomuk als Kanoniker und Wendelin als Hirte. Über ihnen schweben Putten, die über Karl Borromäus dessen Kardinalshut und über Johannes Nepomuk dessen Birett auf dem Kopf tragen. Oben auf den Voluten des Altarauszugs tragen große Engel Blumensträuße.
Die Seitenaltäre sind ähnlich dem Hochaltar gestaltet; Gemälde, die an die Stelle des Gnadenbildes treten, werden auf zwei Ebenen von Schnitzfiguren begleitet, großen Figuren unten, kleinen Engelputten oben. Der linke Seitenaltar ist beschriftet „Coadjutorio afflictorium – Hilfe der Bedrängten“, der rechte „Solatio Agonizantium – Tröstung der Sterbenden“. Die Gemälde werden Johann Baptist Enderle zugeschrieben. Die Skulpturen stammen wohl wieder von Johann Michael Winterhalder.

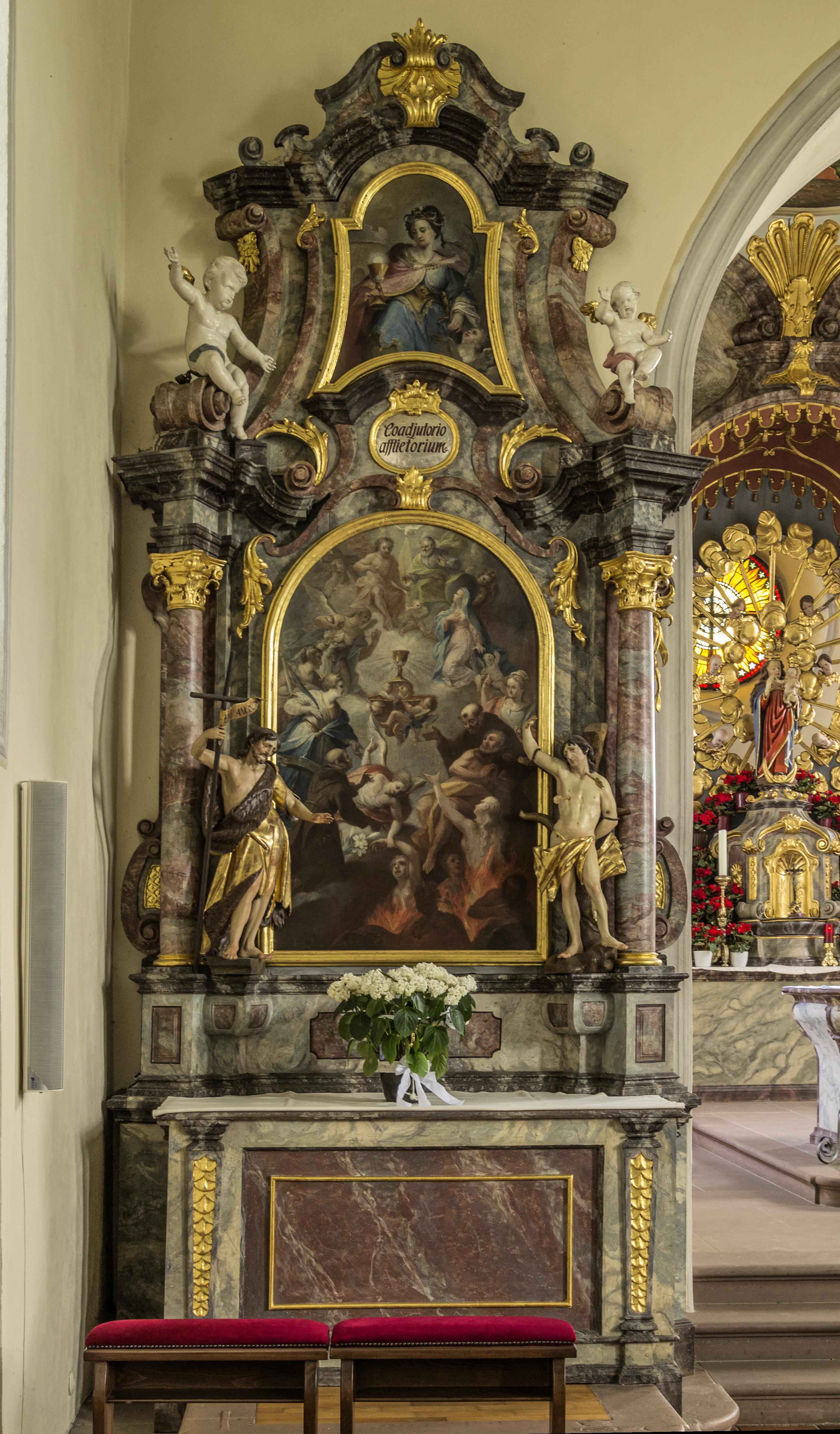
Linker Seitenaltar
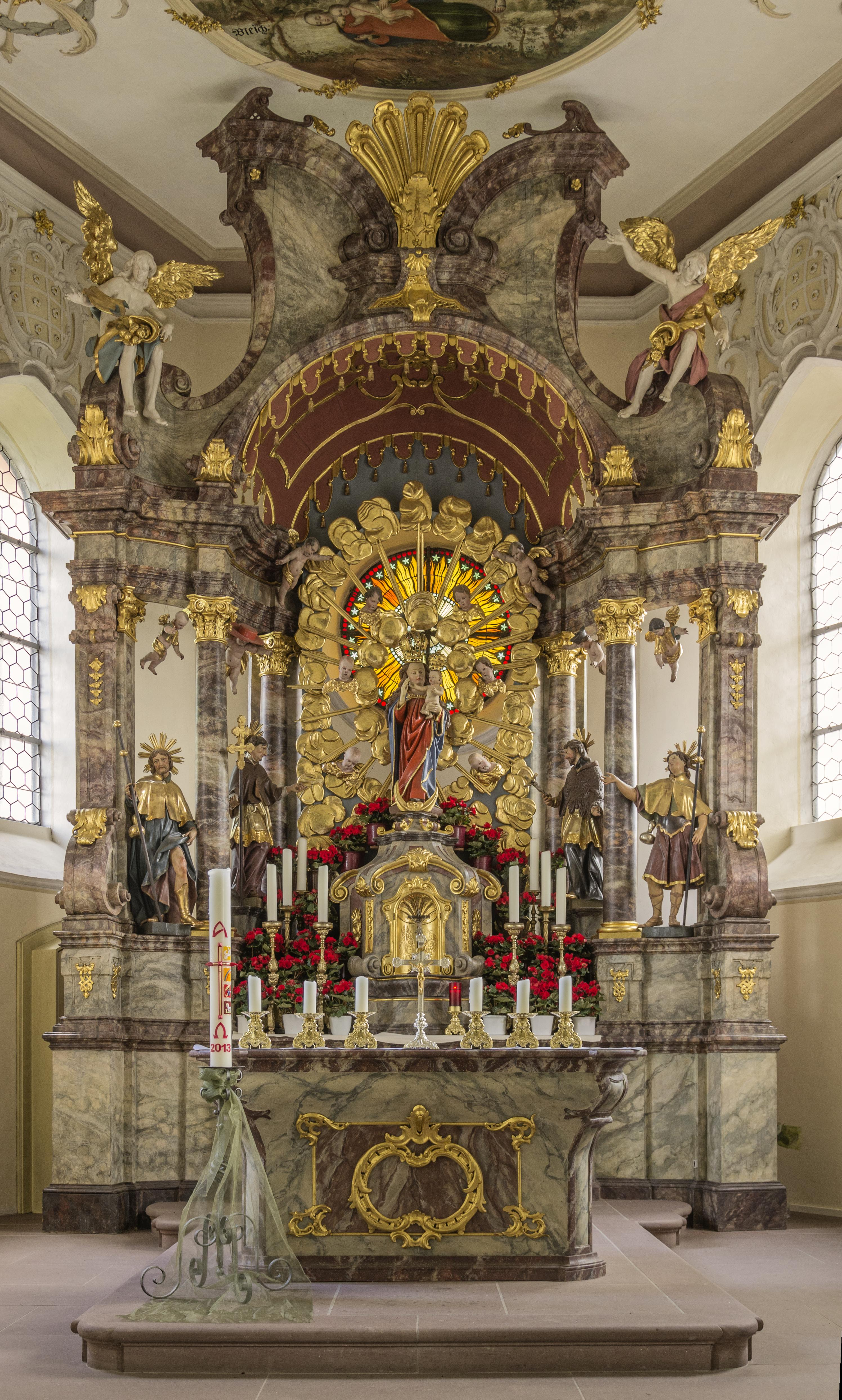
Hochaltar
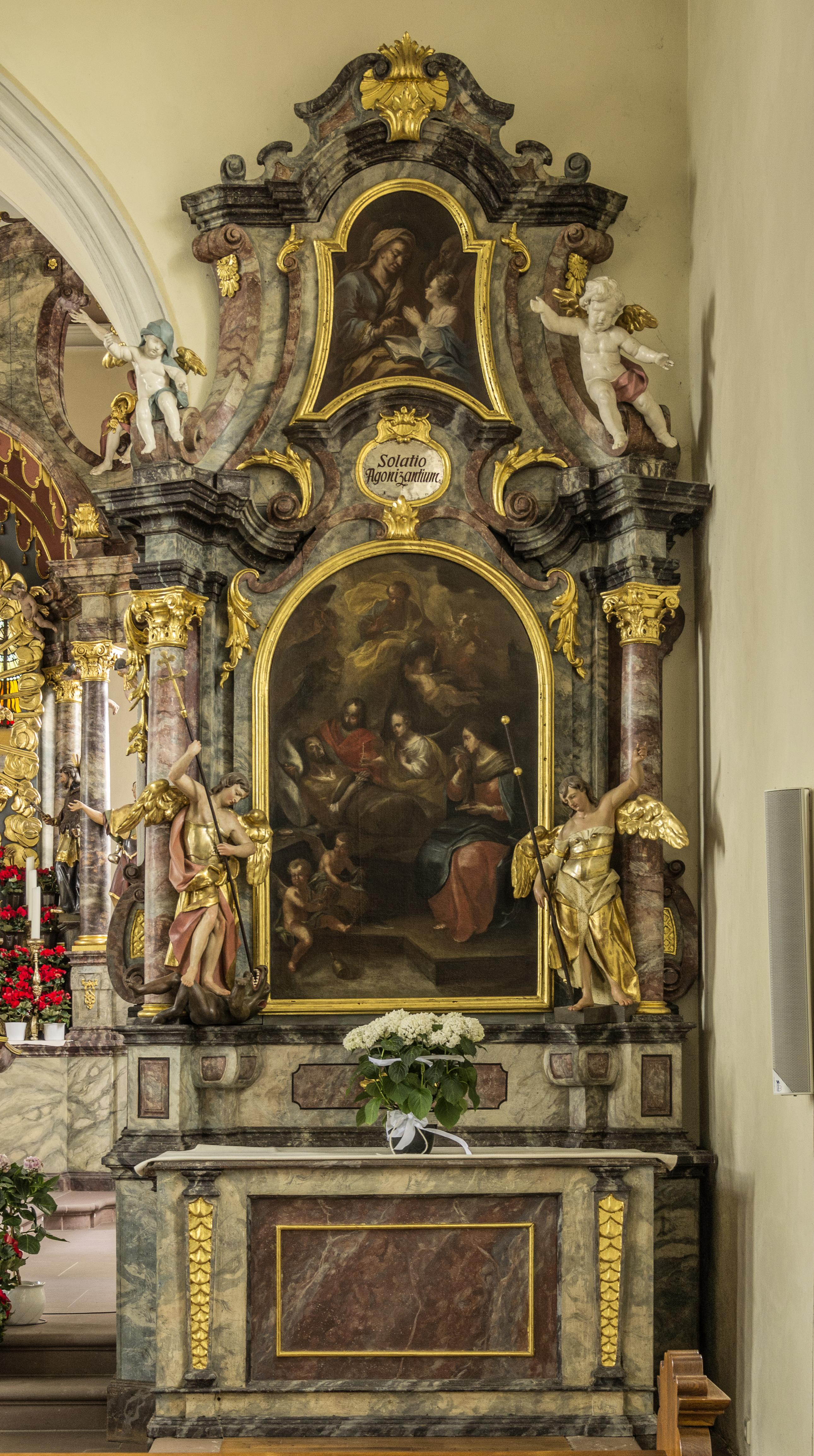
Rechter Seitenaltar

Das Hauptbild des linken Seitenaltars zeigt – „eine beredte Darstellung der Barockfrömmigkeit“ – die Sieben Zufluchten, „eine Art ‚Nachfahre‘ der 14-Nothelfer-Gruppe des Mittelalters“. Im Zentrum tragen Putten den Kelch und die Hostie der Eucharistie. Darüber schwebt die Allerheiligste Dreifaltigkeit, an die sich Maria und der Erzengel Michael anbetend und fürbittend wenden. Ihre Bitte unterstützen links die heiligen Genoveva von Paris mit ihrer Kerze, Katharina von Alexandrien mit ihrem Rad, rechts Apollonia von Alexandria mit einem Zahn in einer Zange, darunter zwei Franziskaner-Heilige, der linke Antonius von Padua mit seiner Lilie. Unten leiden im Fegefeuer Arme Seelen. Sie sind für den Andächtigen im Zusammenhang der Sieben Zufluchten nicht Verstorbene, für die er bittet, sondern Verstorbene, um deren Fürsprache bei Gott er bittet. Das Oberbild zeigt die heilige Barbara von Nikomedien mit Kelch und Hostie, Patronin der Sterbenden. Johannes der Täufer, erkennbar an seinem Kreuzstab mit Spruchband, und der von Pfeilen durchbohrte heilige Sebastian stehen links und rechts vom Hauptbild. Die Identifizierung der Heiligen folgt Hermann Brommer außer beim Oberbild, das er fälschlich als „Mutter Anna lehrt Maria das Lesen“ bezeichnet – eine Verwechselung mit dem rechten Seitenaltar.
Das Hauptbild des rechten Seitenaltars zeigt den Tod des heiligen Josef, wie Barbara ein Patron der Sterbenden. Maria und Jesus sind bei Josef. Gottvater segnet von oben. Im Oberbild, wie erwähnt, die ihre Tochter Maria lehrende Mutter Anna. Die Erzengel Michael und Gabriel stehen links und rechts vom Hauptbild.

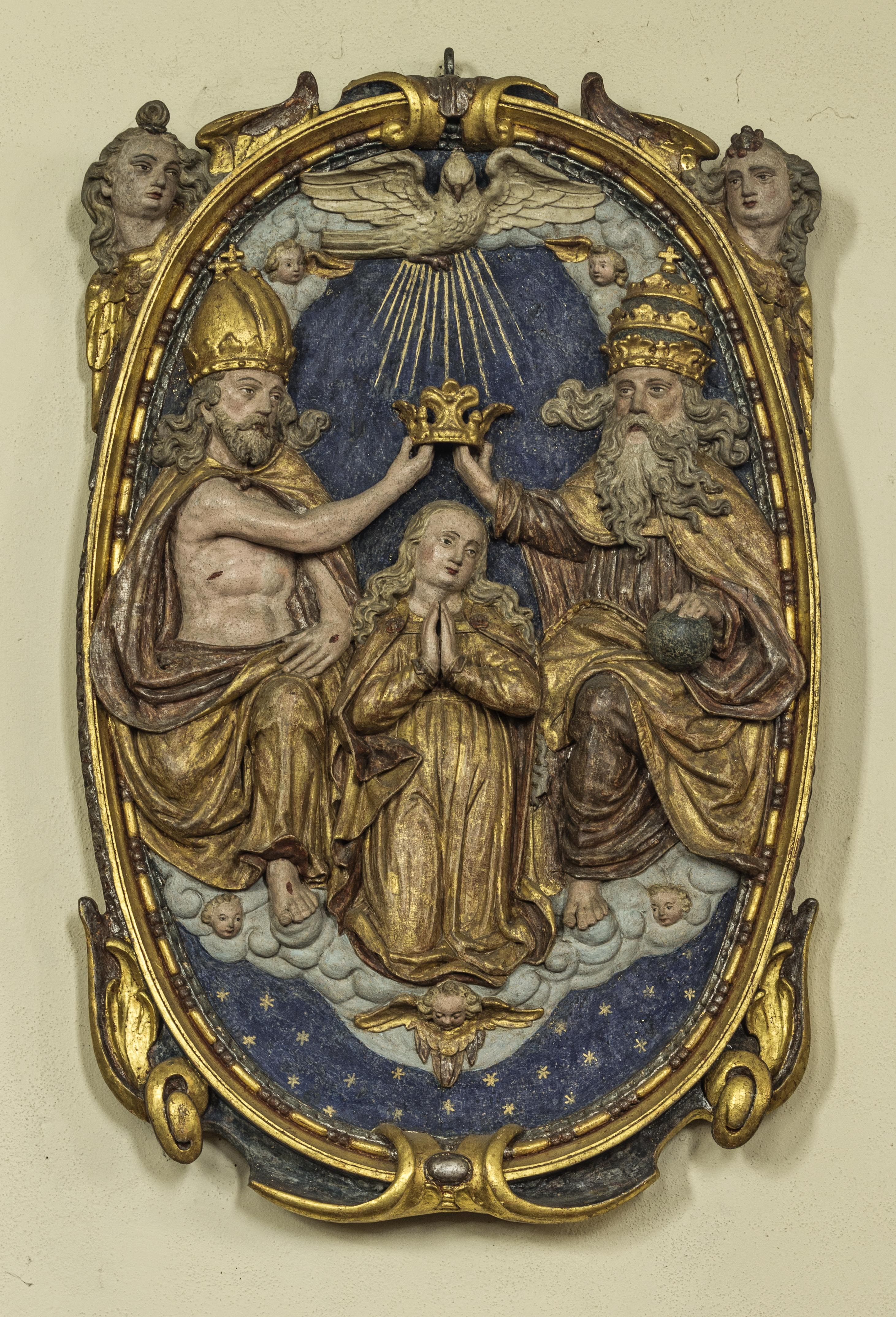
Krönung Mariens

Am Korb der Kanzel von 1685 sind die lateinischen Kirchenlehrer Hieronymus, Ambrosius, Augustinus und Gregor der Große abgebildet. An der Nordwand des Schiffs hängt eine Kreuzigungsgruppe mit den trauernden Maria und Johannes, weiter vorn ein Renaissance-Relief der Marienkrönung, vielleicht das Oberbild eines früheren Gnadenaltars.

## Glocken
Im hölzernen über dem Chor aufsitzenden Dachreiter hängen zwei kleine Glocken mit 455 mm und 400 mm Durchmesser und den Schlagtönen a² und cis³, die von einem unbekannten Gießer stammen und 1947 von privater Hand gestiftet wurden.

## Würdigung
„Maria Sand ist gewiß keine große Sache, weder nach Bau noch nach Ausstattung. Aber bei aller Bescheidenheit spiegelt es doch mit starker Aussagekraft ein Stück echter Barockfrömmigkeit und Barockkunst unserer engeren Heimat wider, was jeden Besucher nicht wenig zu beeindrucken vermag.“